# Pachyschelus vicinus
Pachyschelus vicinus es una especie de escarabajo joya del género Pachyschelus, familia Buprestidae. Fue descrita científicamente por Kerremans en 1903.